# إيساك بيرغمان يوهانيسون
إيساك بيرغمان يوهانيسون (مواليد 23 مارس 2003) هو لاعب كرة قدم آيسلندي يلعب في مركز الوسط في نادي نورشوبينغ.

## روابط خارجية
- إيساك بيرغمان يوهانيسون على موقع الاتحاد الأوربي (الإنجليزية)
- إيساك بيرغمان يوهانيسون على موقع اتحاد السويد (السويدية)
- إيساك بيرغمان يوهانيسون على موقع قاعدة بيانات كرة القدم.إي يو (الإنجليزية)
- إيساك بيرغمان يوهانيسون على موقع ناشيونال فوتبول تيمز (الإنجليزية)
- إيساك بيرغمان يوهانيسون على موقع Soccerway.com (الإنجليزية)
- إيساك بيرغمان يوهانيسون على موقع عالم كرة القدم.نت (الإنجليزية)